# Luigi Alberto Gandini
Luigi Alberto Gandini (Modena, 19 giugno 1827 – Modena, 30 gennaio 1906) è stato uno storico italiano.

## Biografia
È stato uno studioso nel settore della storia del costume e in particolare i suoi studi sono stati dedicati ai costumi della corte estense. Ha scritto dei glossari che spiegano il corretto significato della terminologia relativa alle stoffe antiche.
Una volta donate al Museo civico le proprie collezioni, carte da parati e stoffe, "nate tra gli anni Sessanta e  Settanta" decide di ampliare le sue ricerche nella storia del costume. Scrisse dei libri sulla storia del costume e sull'uso delle stoffe.
A lui si deve anche la progettazione del giardino, che copre una superficie di 100.000 metri quadrati, di villa Gandini a Formigine.